# تیم مک‌گرا (ترانه)
«تیم مک‌گرا» تک‌آهنگی از هنرمند اهل ایالات متحده آمریکا تیلور سوئیفت است که در سال ۲۰۰۶ میلادی منتشر شد. این تک‌آهنگ در آلبوم تیلور سوئیفت قرار داشت.
این تک‌آهنگ جزو ده ترانه نخست جدول کانتری بیلبورد آمریکا قرار گرفت.